# Schmack!
Schmack! è il primo album in studio del gruppo musicale neozelandese Steriogram, pubblicato nel 2004.

## Tracce
1. Roadtrip - 2:59
2. Walkie Talkie Man - 2:13
3. Schmack! - 2:25
4. Was the Day - 2:13
5. White Trash - 3:44
6. In the City - 2:41
7. Go - 2:56
8. Fat and Proud - 3:27
9. Tsunami - 3:01
10. Wind It Up - 3:14
11. Be Good to Me - 2:59
12. On and On - 3:59

## Formazione
- Tyson Kennedy - voce
- Brad Carter - voce, chitarra
- Tim Youngson - chitarra, cori
- Jake Adams - basso, cori
- Jared Wrennall - batteria, cori